# Колона перемоги (Берлін)
Колона перемоги (нім. Siegessäule) — пам'ятник історії Німеччини й визначна пам'ятка Берліна.
Автор проекту, архітектор Йоган Генріх Штрак (1805–1880) — учень Карла Фрідріха Шинкеля. Автор фігури, що вінчає колону, скульптор Фрідріх Драке.
Монумент розташований у центрі парку Тіргартен на площі Велика Зірка. Колона була побудована за наказом Вільгельма I на честь перемог Пруссії в данській війні 1864 року, австро-прусській війні 1866 року й франко-прусській війні 1870–1871 років. На бронзових барельєфах гранітного цоколя зображені батальні сцени, що розповідають про бої в цих війнах. Колона була відкрита 2 вересня 1873 року в третю річницю перемоги в битві під Седаном. На вершині колони встановлена скульптура богині перемоги Вікторії заввишки 8,3 метри й вагою 35 тонн, іменована в народі «Золота Ельза» (нім. Goldelse). Щоб надати гідний блиск убранням богині, батьки міста виділили 1987 року кілограм золота.

## Історія
Спочатку колона перемоги перебувала на Королівській площі (нім. Königsplatz, у цей час площа Республіки перед Рейхстагом) і складалася із трьох частин. У 1938–1939 роках, у рамках підготовки до виконання плану Гітлера з перебудови Берліна, колона була перенесена на площу Велика Зірка, де й перебуває досі. У той же час до колони була додана четверта частина заввишки 7,5 метра й висота колони збільшилася до 66,89 метрів.

## Галерея

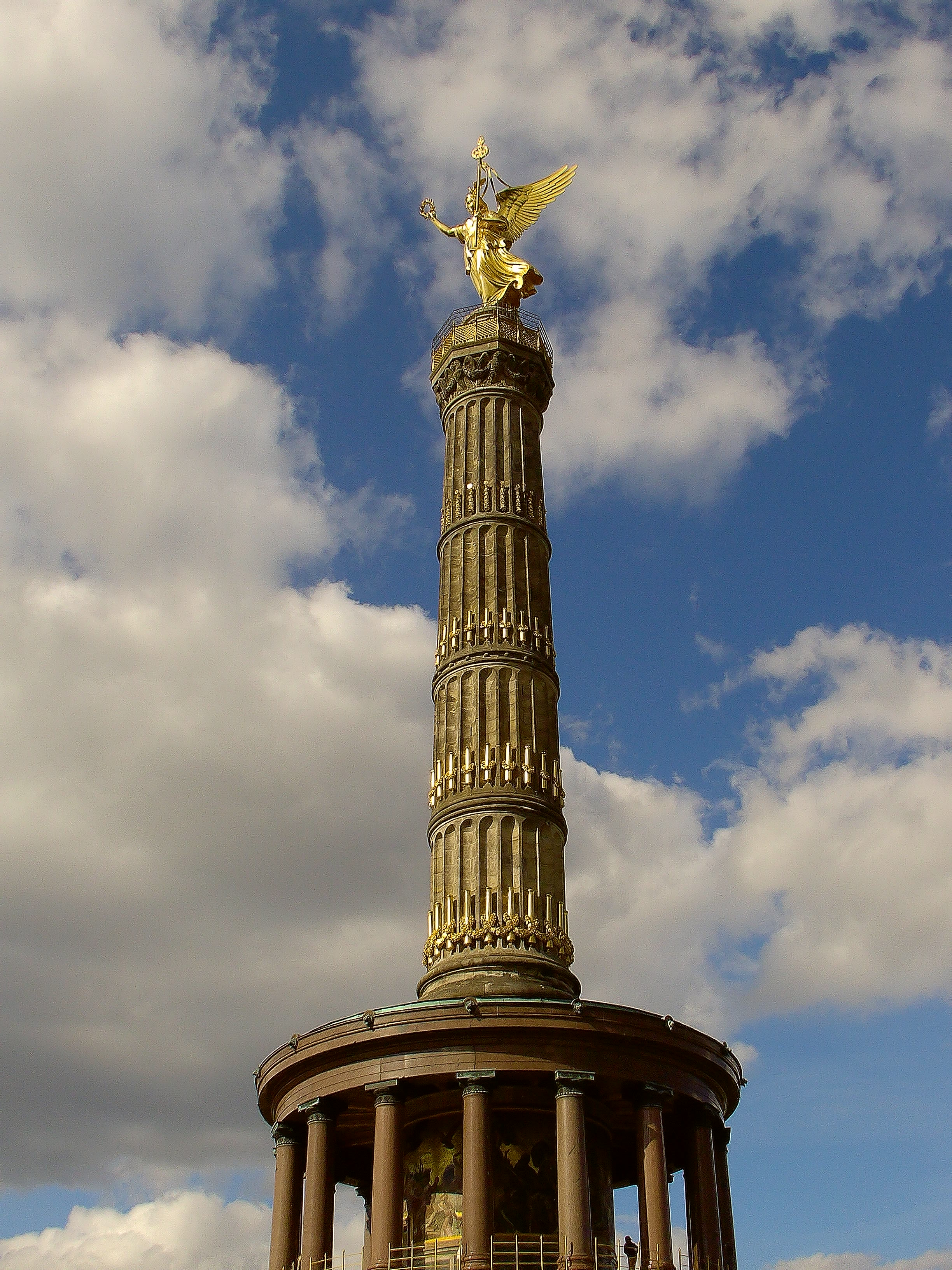
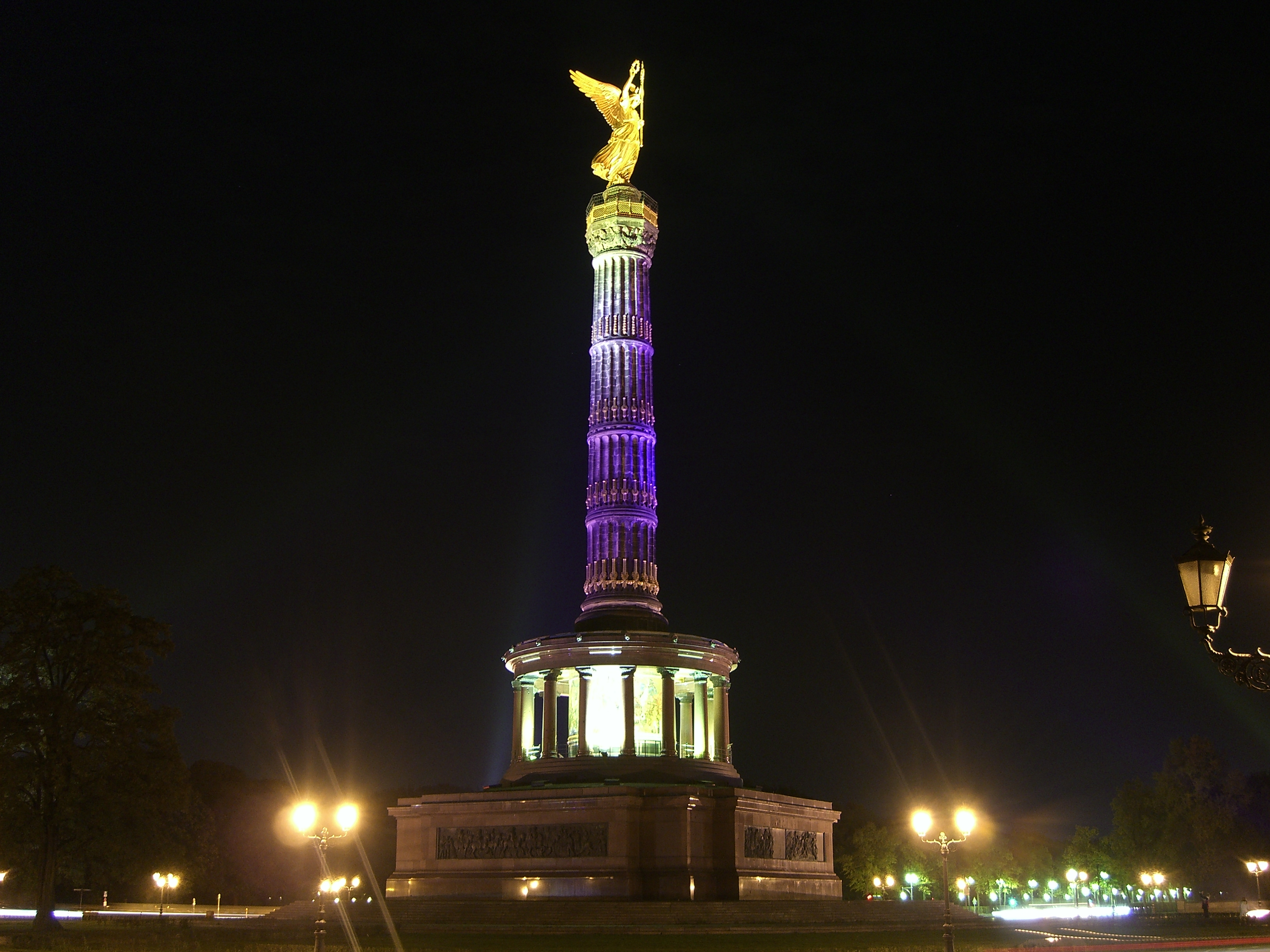
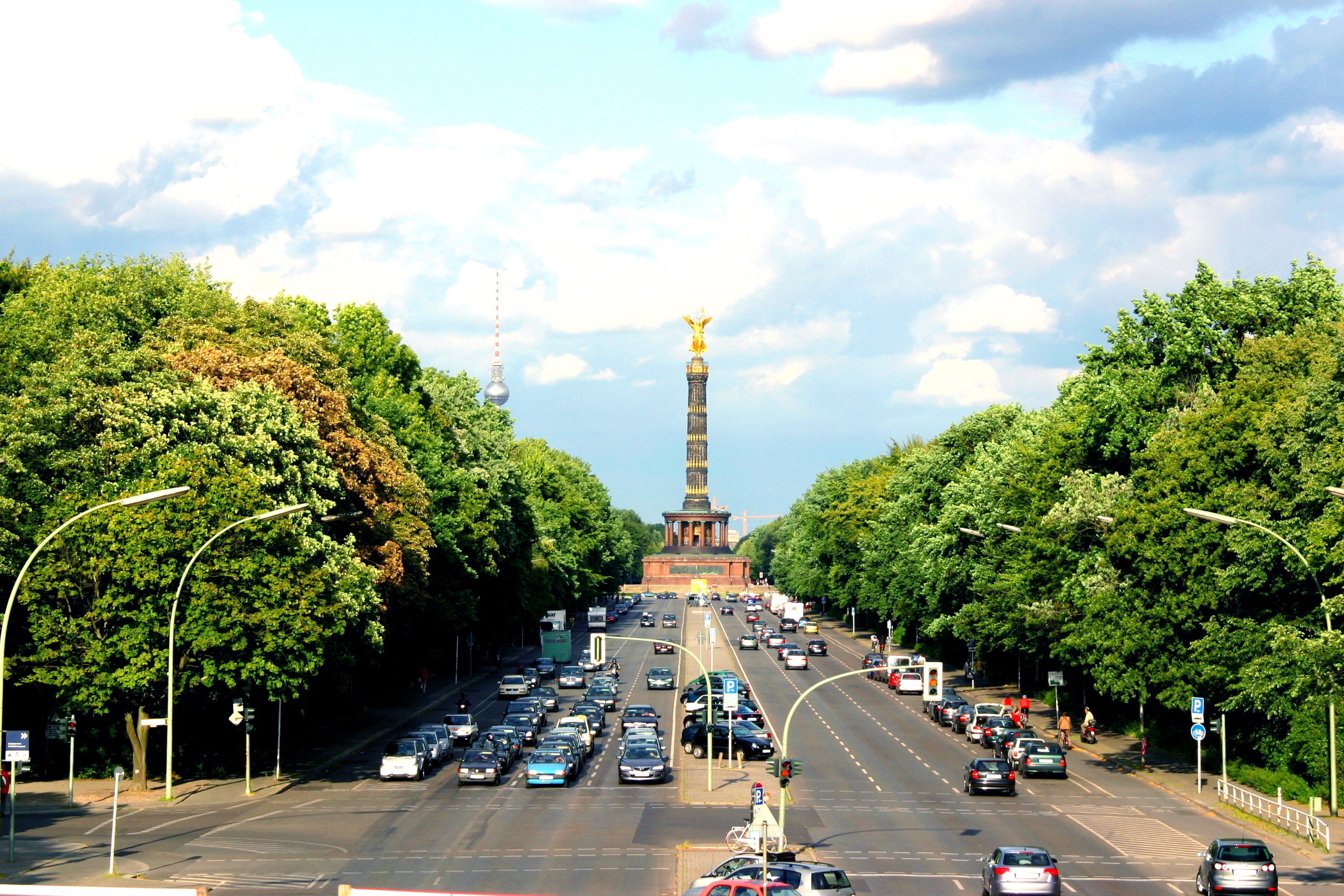
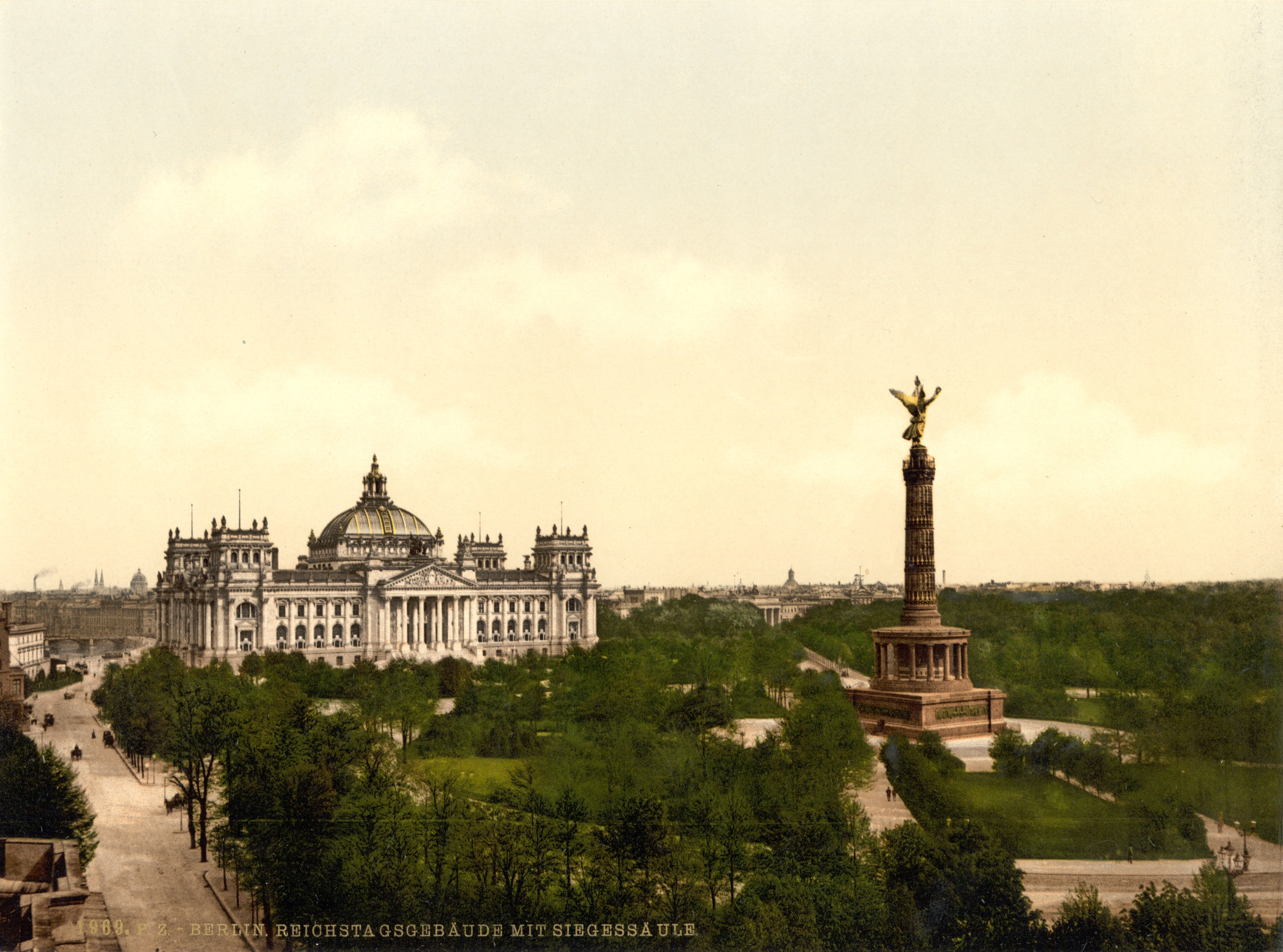
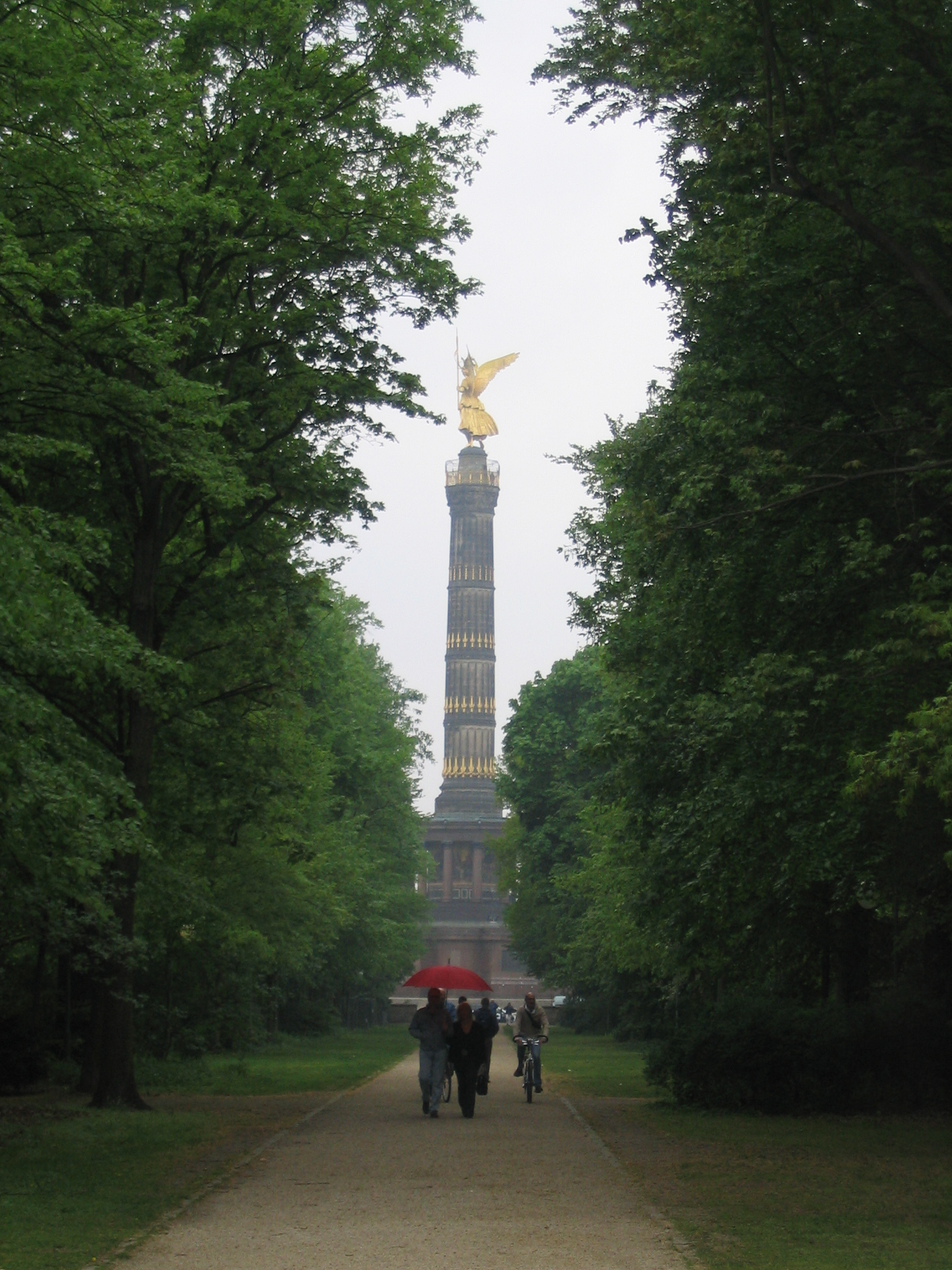
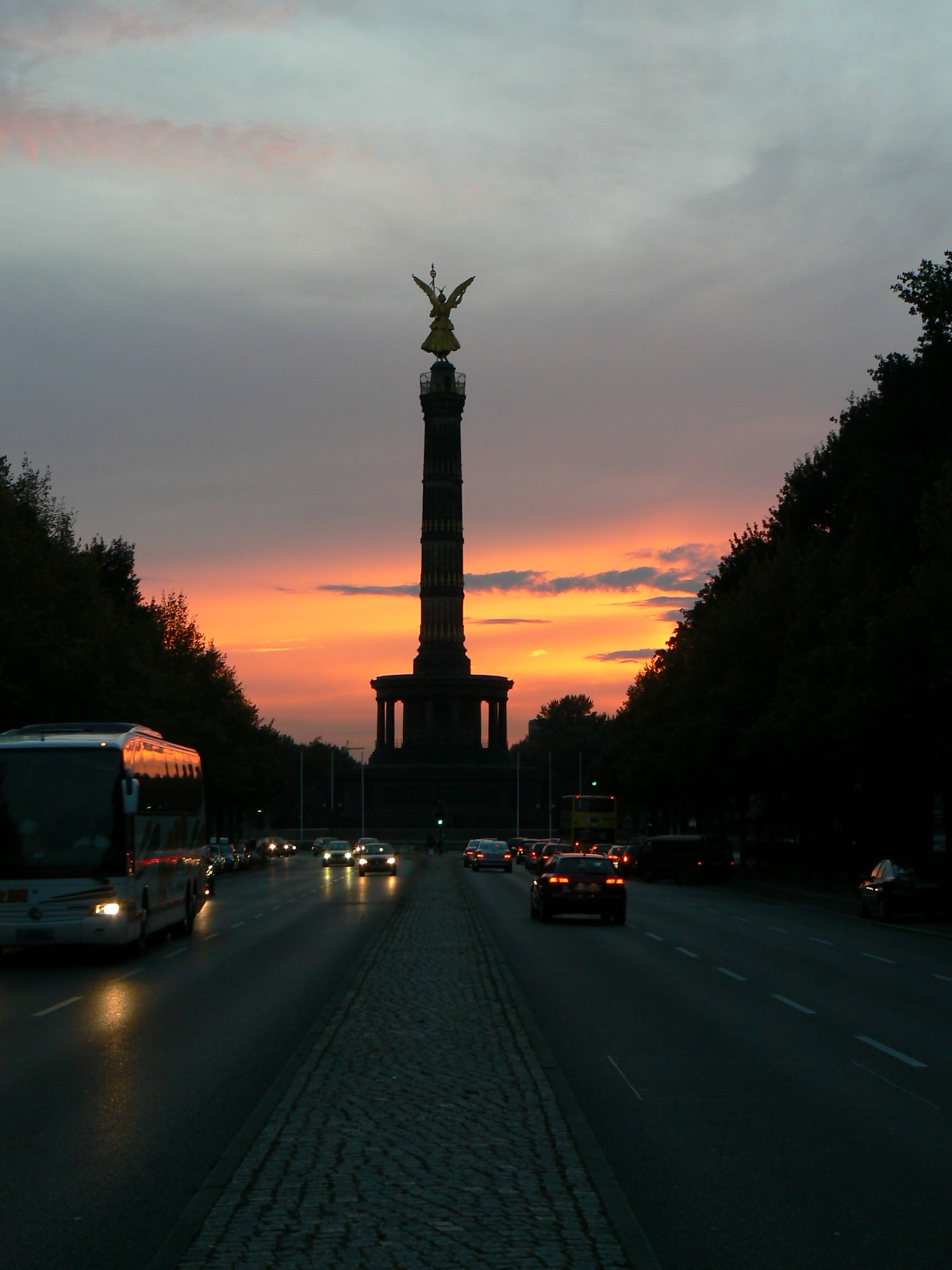
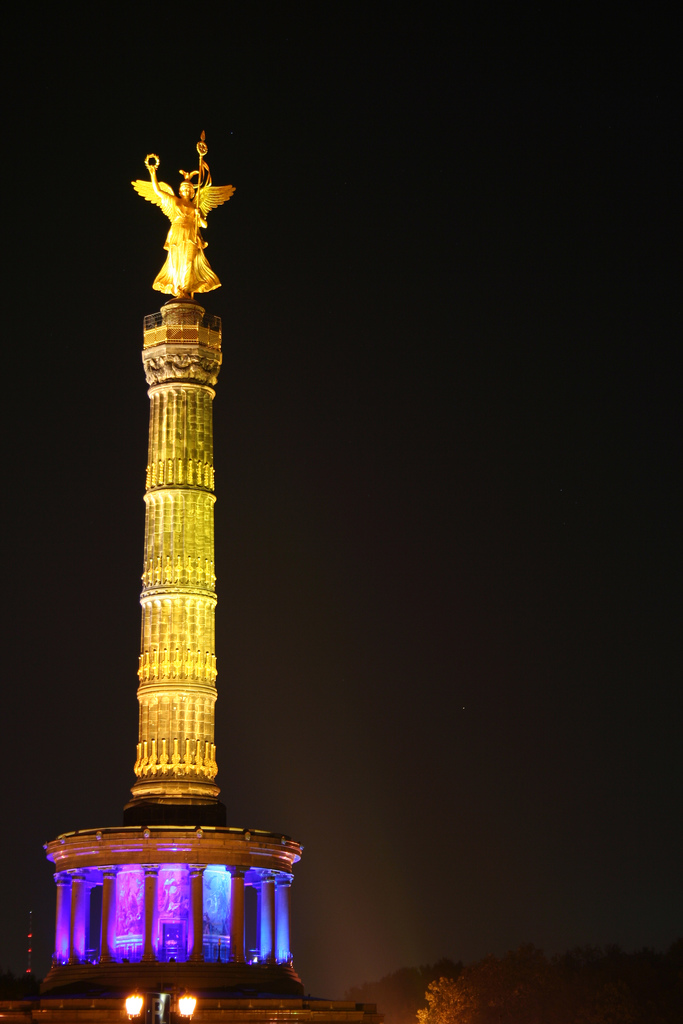
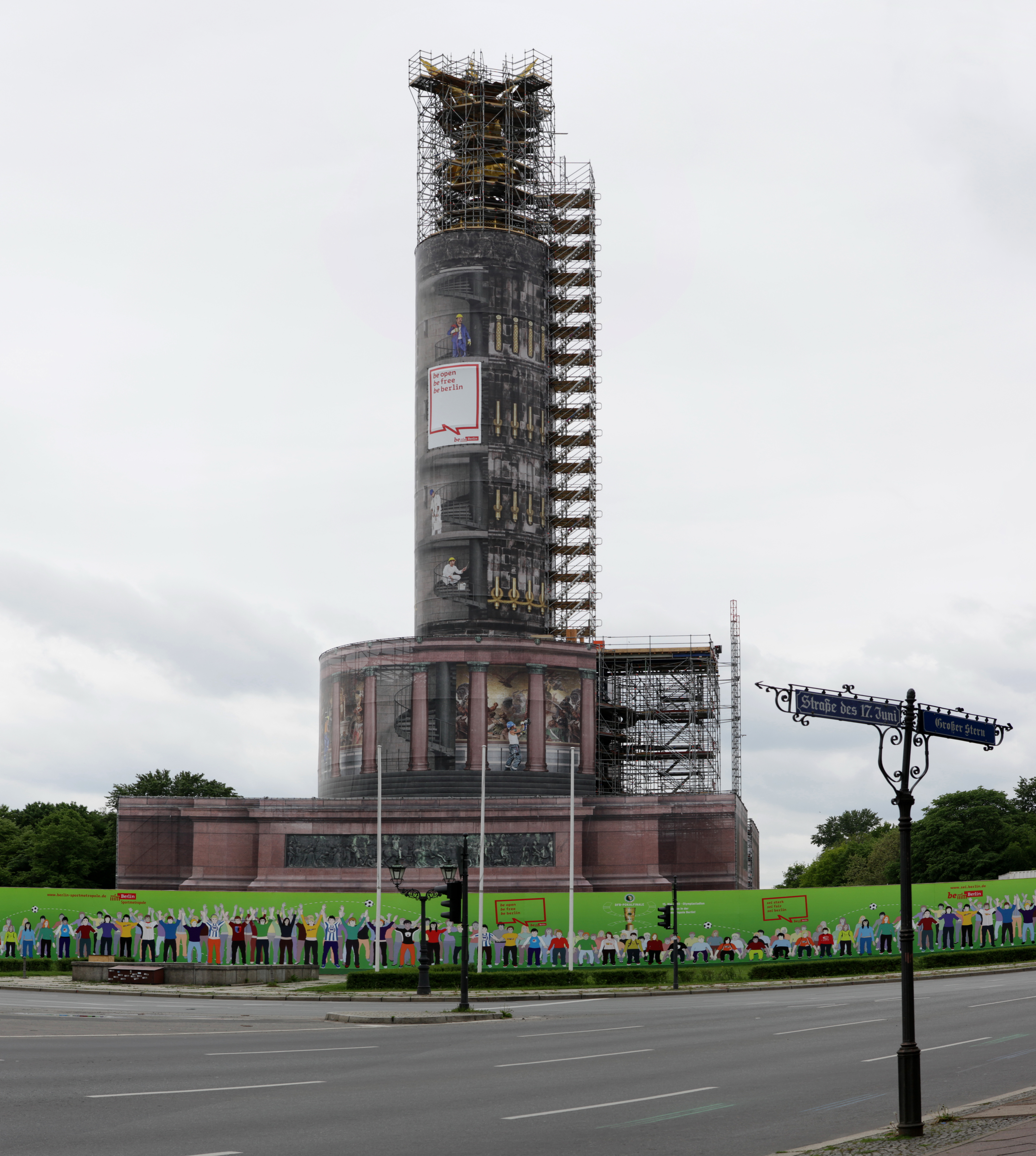
Реконструкція вежі. Травень 2010 року
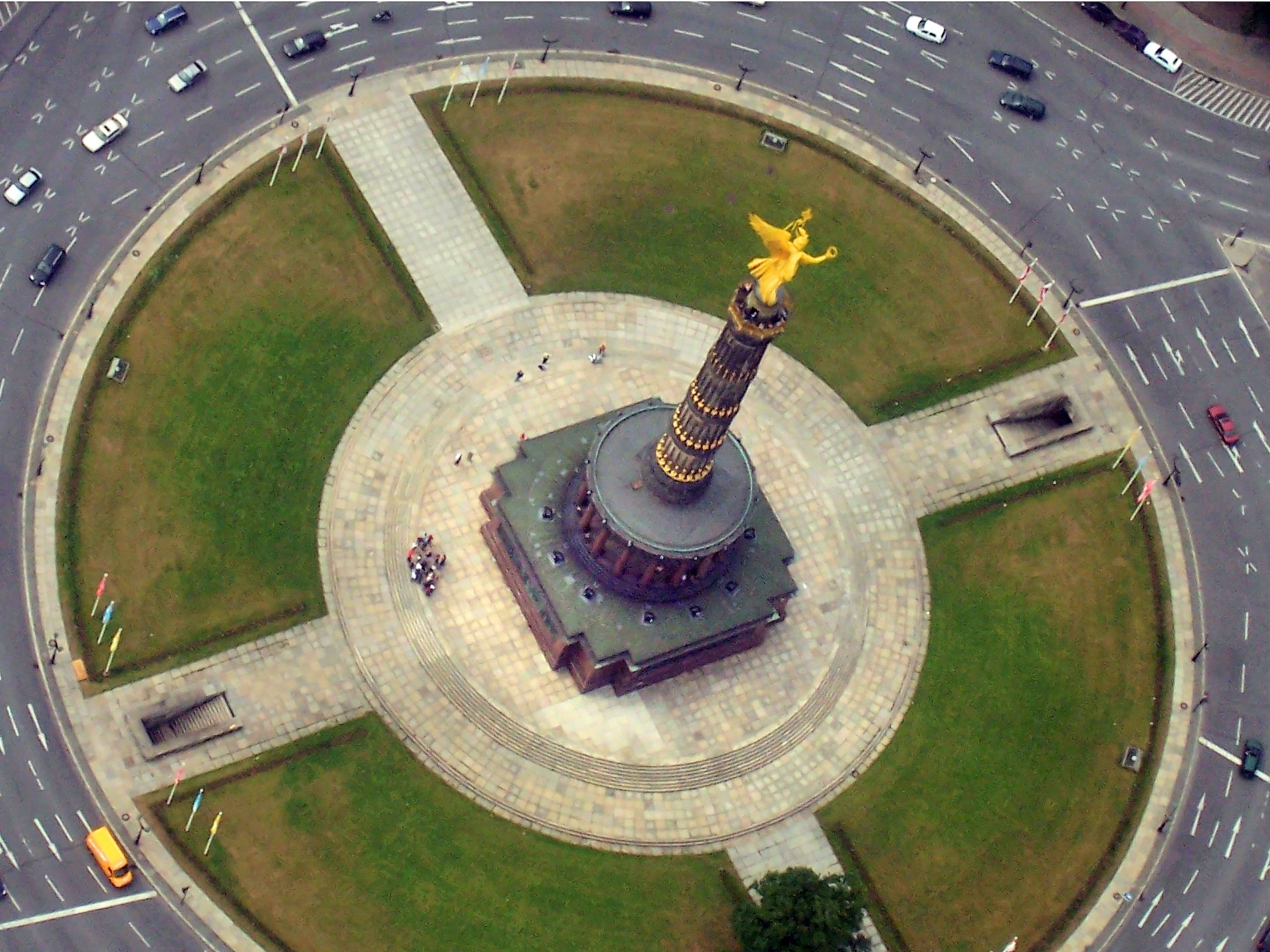
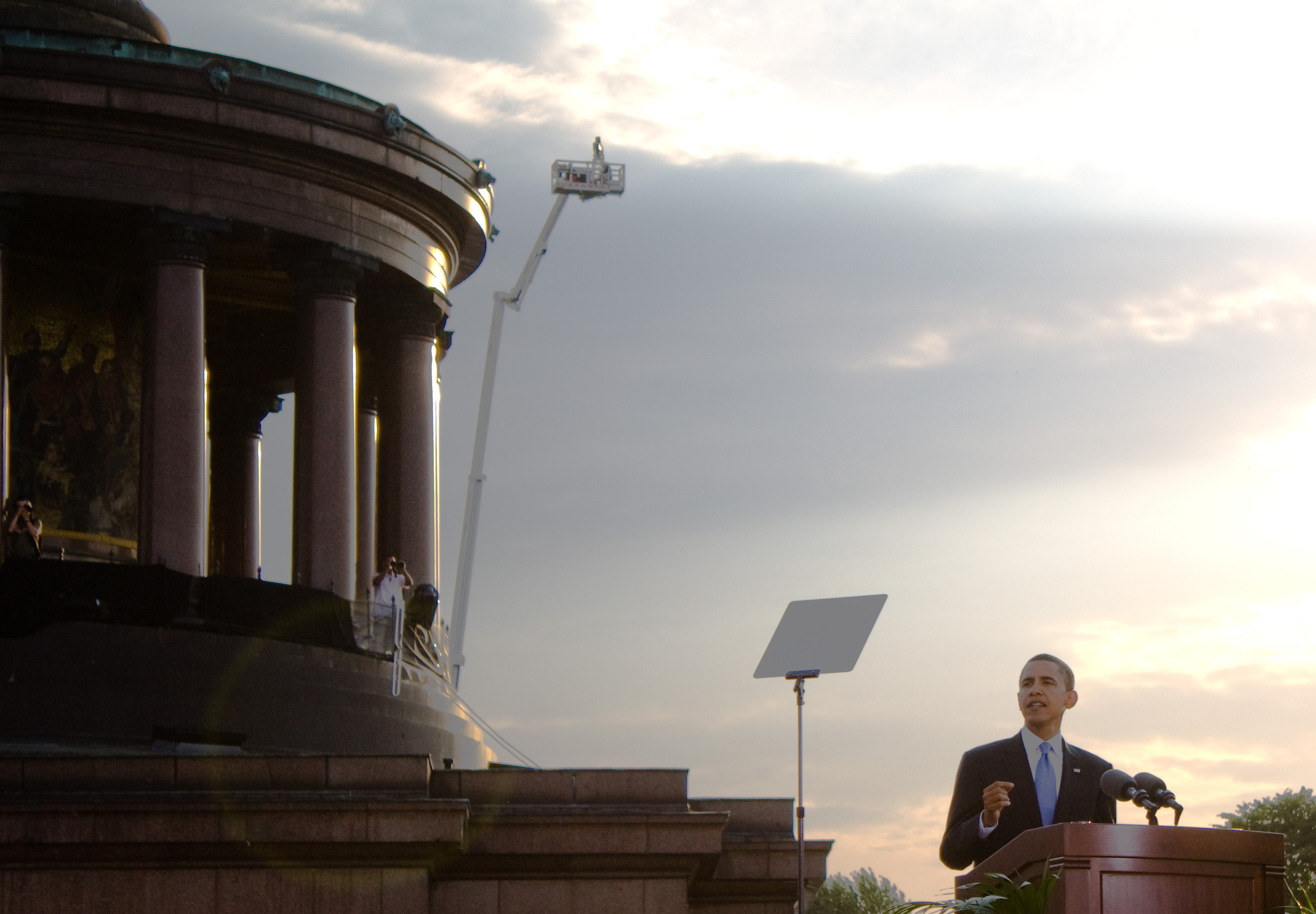
Барак Обама в Берліні